# サイドバイサイド2 エボルツィオーネ

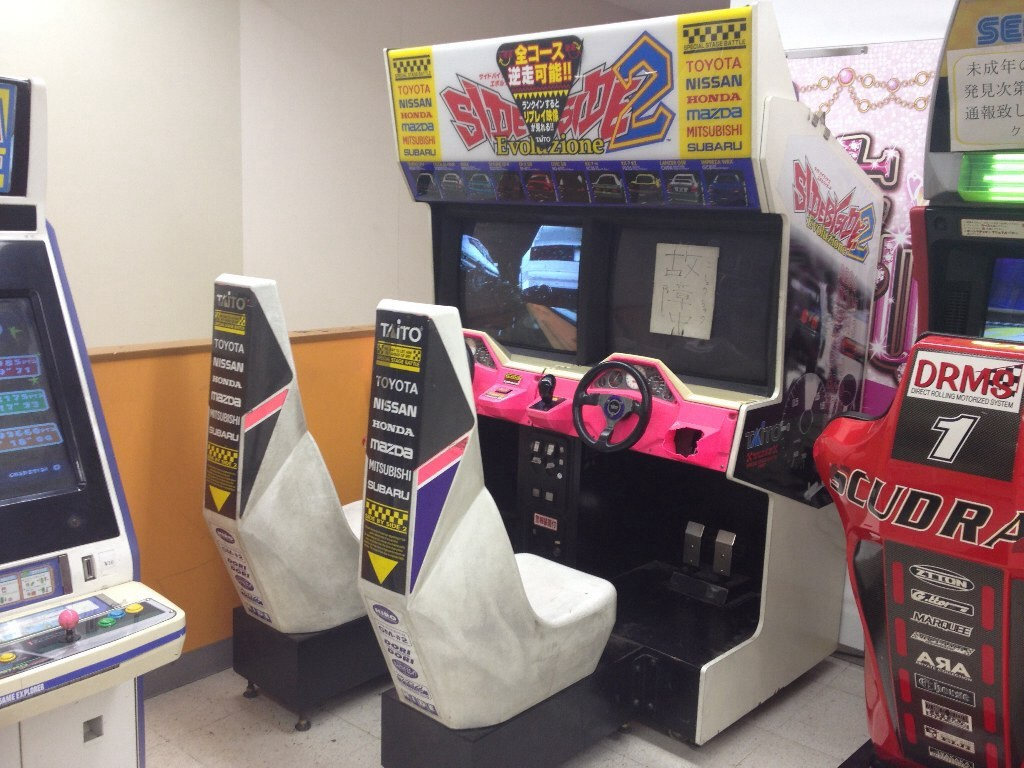
サイドバイサイド2RRの筐体

『サイドバイサイド2 エボルツィオーネ』 (SIDE BY SIDE 2 Evoluzione) はタイトーから1997年にリリースされたアーケード用レースゲームである。サイドバイサイドの第2作目に当たる。
後に、バージョンアップ版の『サイドバイサイド2 エボルツィオーネRR』も登場した。

## ゲーム概要
ステアリングホイール、ブレーキ&アクセルペダル、ビューチェンジ&スタートボタン、シフトレバーで操作する。制限時間内にゴールしないとゲームオーバーになる。
オープニング映像が二つあり、コース文月でRX-7 TypeRZ（FD3S）とスカイラインGT-R（BNR32）、スプリンタートレノGT-V（AE86）とサバンナRX-7∞（FC3S）がそれぞれ競争する。どちらも『頭文字D』の影響を受けた点が見られる。また、1位やタイムアタックで完走すると、おまけとしてプレイヤーの車がドーナツターンをする映像が見られる。駆動方式により、円の描き方も違う。
本作のBGMは「Dr.Haggy」こと高萩英樹によるもので、コース毎に固定されていたコースBGMは車選択時に変更可能となった。これらのコースBGMは全て後に同氏が作曲を行った「バトルギア」シリーズの第2作目「バトルギア2」でアレンジ版が収録され、以降の作品でもそのアレンジ版が選択可能となっている。

## コース
いずれのコースもコース選択時にビューチェンジボタンを押すとライバル車を排除しタイムアタックに特化した“真剣勝負”モードに切り替えが出来、『RR』ではシフトノブを倒すと逆走が可能。
コースに登場する「START」「CHECK」「GOAL」のフラッグはPS版とは違って光沢がある。
- 初級 「卯月」4月

ほぼ円形のオーバル風コースだが、途中切り替えしカーブとRの異なる複合カーブがある。モデルは榛名湖。
トップを走る車はレガシィ（BG5）。デフォルトBGMは「Theme of Spring」。
- 中級 「弥生」3月

碓氷峠をモデルとした夕方のワインディングコース。コース中盤にはめがね橋も出てくる。
スタート地点には『碓氷』や釜めしの看板や信越本線のキハ35系かキハ40系のようなオレンジ色の列車が停車している。
このコースは『頭文字D』の影響を受けており、インパクトブルーのシルエイティに似た180SX（RPS13）がトップを走っている。
デフォルトBGMは「Thawing」。
- 上級「文月」7月

夜の峠を走るコース。スタート地点には屋台があり、コース中盤には花火が打ち上げられる。低速コーナーと高速コーナーを繰り返す。
このコースも『頭文字D』の影響を受けており、トップを走る車はスカイラインGT-R（BNR32）である。デフォルトBGMは「Midnight」。
PS版ではコース名が誤って超上級の「神無月」となっており、花火が打ち上げられる演出が削除されている。
- 超上級「神無月」10月

妙義山の秋の紅葉の道をくぐり抜けて行くコース。スタート地点には観光バスが停まっており、序盤には中之嶽神社や鹿がいる。
道幅が全体的に狭く、第2セクションは全てグラベル路面で、紅葉区間を抜けると1台しか通れない小さな橋があり、その先に直角左コーナーがあり、その後は工事区間のグラベルを走る。
ここからコースはもちろん敵車両のレベルも飛躍的に上昇し、ミスを繰り返すと1位になるのも完走するのも非常に困難となる。トップを走る車はインプレッサ（GC8）。
上級同様、PS版ではコース名が誤って上級の「文月」となっている。デフォルトBGMは「Redleaves」。
- 超弩級 「亥の刻」22:00

隠しコースで、シリーズ初の一本道コース。コイン投入時にビューチェンジボタンを押したままゲームスタートすると選択できる（『RR』では最初から選択可能）。
コース選択場面ではスタート地点のみしか表示されず（進行方向に?のマークがあるのみ）、ゲーム中でもコースマップは表示されない。
モデルは『頭文字D』などに登場する榛名山。山の頂上からスタートして、下の伊香保温泉とその温泉街までの上毛三山パノラマ街道を走る。
登場するライバル車は全て『頭文字D』に登場する車両で構成され、トップからAE86トレノ、FC3S、FD3S、CN9A、BNR32、RPS13、EG6、AE86レビンとなっており、
CN9A以外の車はホイールのグラフィックが『頭文字D』のそれに近いホイールに変更されている（BNR32、AE86レビン以外は他車のホイールを装着）。加速性を始めとしたマシン性能にも大きな補正がなされている。
ライバル車のレベルも非常に高く1位になるのは困難だが、このコースで1位を獲得するとエンディングが流れる。デフォルトBGMは「Midnight」。
このコースは後継作の「バトルギア」シリーズ全作品に「弩級」コースとして登場し続けた。

## 登場車種
ボディカラーは全車固定。また、アーケード版とPS版でホイール等のグラフィックが異なる車種が存在する。隠し車種は車両選択画面でシフトノブを下に倒すと出現する。
前作ではボディカラーとホイール以外はメーカー純正仕様を再現したものだったが、今作からは純正ではない派手なエアロパーツやホイールが装着された車もあり（この点は『バトルギア2』まで受け継がれた）、カラーも『頭文字D』をモチーフにしたものに変更された車も存在する。
『RR』では一部車種において、ATのシフトポイント変更や加速性能等のバランス調整が行われた。
TOYOTA
- AE86 SPRINTER TRUENO GTV（白黒ツートン）
- ST205 CELICA GT-FOUR（白色）
- AE86 COROLLA LEVIN GT（赤黒ツートン） - 隠し車種

NISSAN
- BNR32 SKYLINE GT-R（黒色）
- RPS13 180SX（青色）

MAZDA
- FD3S RX-7 RZ（黄色）
- FC3S SAVANNA RX-7∞（白色）

HONDA
- EF-8 CR-X SiR（赤色）
- EG-6 CIVIC SiR（黒色）

SUBARU
- GC8 IMPREZA WRX STi Version III（青色）
- GF8 IMPREZA WAGON WRX STi（青色） - CPU専用、卯月・弥生のみ出現
- BG5 LEGACY TOURING WAGON GT-B（白色） - 隠し車種

MITSUBISHI
- CN9A LANCER EVOLUTION IV（銀色）

## サイドバイサイドスペシャル
- プレイステーション版（サイドバイサイドスペシャル）

1997年12月4日発売（1999年11月11日にデュアルショックの振動機能のみに対応した廉価版サイドバイサイドスペシャル2000が発売）。
『サイドバイサイド』と『サイドバイサイド2』（無印バージョン）のカップリング移植となっている。特定の条件を満たすと新しいコースと車（タイトーの営業車3台）が追加される。ネジコン対応。
PS版オープニングも『頭文字D』の影響を受けており、ランサー GSR エボリューションIV（CN9A）とRX-7 TypeRZ（FD3S）の抜かし合いが描かれている。

### 隠しコース
特定のコースで優勝すると登場する、一本道のコース。
コース選択時の画像は「亥の刻」でコースマップも表示されないが、コース毎に時間や敵車両のレベルが大幅に異なる。
- 超弩級 「水無月」6月

ワンパターンなS字と中高速区間が多い上、時間帯も昼のために見通しが良く、コース自体は簡単であるが敵車両のレベルは高め。
モデルは赤城山の奥利根湯けむり街道。おのこ駐車場から鷹の巣駐車場までを走る。トップを走る車はスープラ RZ（JZA80）。デフォルトBGMは「Thawing」。
- 超弩級 「子の刻」0:00

前半は超低速-中速区間が入り混じっており、最後の区間は5連続のヘアピンによって構成されている。こちらはコースもライバル車のレベルもかなり高い。
モデルは赤城山の群馬県道4号前橋赤城線。赤城山総合観光案内所付近から姫百合駐車場までを走る。ここも「亥の刻」同様に『頭文字D』に登場する車両で構成されており、トップを走る車はRX-7 TypeRZ（FD3S）である。デフォルトBGMは「Midnight」。
「亥の刻」と同じく、このコースも後継作である「バトルギア」シリーズの「バトルギア2」から「上級」コースとして再登場し、「バトルギア3」以降は「弩級B」コースとして登場し続けた。
- 超弩級 「丑の刻」2:00

モデルは赤城山の群馬県道62号沼田大間々線。スタート地点は旧利根小学校付近だが、その先は不明。高速コーナーを中心に、全体的にスラロームした区間が多いコースである。
アベレージスピードの高くなるコースであり、制限時間はゲーム中で一番短い。アベレージスピードが上がるので、些細なワンミスで全てを台無しにさせてしまう事もある。
難易度は異常に高く、敵車両のレベルも非常に高い。トップを走る車はスカイラインGT-R（BCNR33）。
ライバルがゴールする際は、そのまま直進せずに、スピンして隣接する駐車場に止まるという演出がある。デフォルトBGMは「Midnight」。

### 登場車種
『サイドバイサイド』と『サイドバイサイド2』の全車種を収録。一部車種ではボディカラーやホイール等のグラフィックが変更されているものも存在する。
『2』での隠し車種が通常通り使用できるようになった一方で、新たにタイトーの営業車を模した3台の隠し車種が追加された。上記の隠しコースで優勝すると選択可能となる。
TOYOTA
- AE86 COROLLA LEVIN GT（赤黒ツートン）
- AE86 SPRINTER TRUENO GTV（白黒ツートン）
- ST205 CELICA GT-FOUR WRC（白色）
- JZA80 SUPRA RZ（白色）

SUBARU
- BG5 LEGACY TOURING WAGON GT-B（白色）
- GC8 IMPREZA WRX STi Version III（青色）

NISSAN
- RPS13 180SX（青色）
- S13 SILVIA K's（赤色）
- BNR32 SKYLINE GT-R（紺色）
- BCNR33 SKYLINE GT-R（銀色）

HONDA
- EF-8 CR-X SiR（赤色）
- EG-6 CIVIC SiR（赤色）
- NA1 NSX（黄色）

MAZDA
- FC3S SAVANNA RX-7∞（白色）
- FD3S RX-7 RZ（黄色）

MITSUBISHI
- CN9A LANCER EVOLUTION IV（白色）

TAITO
- TAITO BAN - 隠し車種
- TAITO 1BOX - 隠し車種
- TAITO TRACK - 隠し車種